# Zanclopera calidata
Zanclopera calidata là một loài bướm đêm trong họ Geometridae.